# ぐるり駒ケ岳・SLフリーきっぷ
ぐるり駒ケ岳・SLフリーきっぷ（ぐるりこまがたけ・エスエルフリーきっぷ）は、北海道旅客鉄道（JR北海道）が、函館駅 - 森駅間を運転するSL函館大沼号の運転期間に合わせて2001年から2010年の間、発売していた期間限定商品の特別企画乗車券である。
また、名称が「大沼・駒ヶ岳フリーパス」に変わり、2011年から2012年まで発売していた。

## 概説

### 2010年まで
名称「ぐるり駒ケ岳・SLフリーきっぷ」
- タイプ1は函館本線大沼駅 - 森駅間（大沼公園駅経由・渡島砂原駅経由とも）の普通列車の普通車自由席が乗り降り自由となるほか、SL函館大沼号運転日はSL函館大沼号の普通車指定席が2回まで利用できる。しかし、特急列車を利用する場合は本きっぷは使用出来ず、別途特急券のほかに乗車券が必要となる。
- タイプ2は函館本線函館駅 - 森駅間の特急列車の普通車自由席が乗り降り自由となるほか、SL函館大沼号運転日は同号の普通車指定席が2回まで利用できる。
- 有効期間はいずれも1日間。利用日の1ヶ月前からJR北海道のみどりの窓口・旅行センター・JR北海道プラザと道内の旅行会社で発売した。
- SL函館大沼号運転期間中に本きっぷを提示すると、流山温泉の入浴料が半額になる。（大人800円→400円、こども400円→200円）

### 2011年から
名称「大沼・駒ヶ岳フリーパス」
- タイプ1は函館本線大沼駅-森駅間（大沼公園駅経由・渡島砂原駅経由とも）の普通列車の普通車自由席が乗り降り自由。
- タイプ2は函館本線函館駅 - 森駅間の普通列車普通車自由席が乗り降り自由。
- タイプ1・2ともSL函館大沼号の指定席や特急列車を利用する場合は別途料金が必要。（SL指定席は800円必要）
- 有効期間はいずれも2日間。利用日の1ヶ月前からJR北海道のみどりの窓口・旅行センター・JR北海道プラザと道内の旅行会社で発売した。
- このきっぷを提示すると下記の施設の割引等の特典が受けられた（2011年のみ）。
  - 大沼合同遊船　 遊覧船 大人960円→800円（こども半額）、モーターボート 大人1,200円→1,000円（こども半額）
  - 流山温泉　 日帰り入浴 500円→400円（こども半額）
  - 鹿部ロイヤルホテル　日帰り入浴 大人500円→350円（こども350円→175円）※貸しタオル別途200円
  - 大沼展望閣　お土産10％引き（一部商品・特売品除く）
  - クロフォードイン大沼　 ランチにミニデザートをサービス
- 発売期間　2011年度：2011年3月29日-8月14日、2012年度：2012年3月28日-8月5日
- 利用期間　2011年度：2011年4月29日-8月15日、2012年度：2011年4月28日-8月6日

## 価格

### ぐるり駒ケ岳・SLフリーきっぷ
- タイプ1：1600円
- タイプ2：3000円

いずれも、こどもが半額。

### 大沼・駒ヶ岳フリーパス
- タイプ1：900円
- タイプ2：1900円

いずれも、こどもが半額。